# 叶观
叶观（1489年—？），字國光，號省庵，南直隶扬州府江都县民籍，浙江义乌县人，明朝政治人物、進士出身。

## 生平
正德十一年（1516年）丙子科應天府乡试第一百三十四名举人，正德十二年（1517年），聯捷丁丑科會試第四十二名，二甲四十三名進士，通政司观政，授刑部主事，升郎中。嘉靖八年（1529年）任福建兴化府知府，四月升任湖广按察司副使，致仕。

## 家族
曾祖葉思銘，都轉運鹽使司同知。祖父葉賢，副千户。父葉萬，義官。母高氏。具庆下。兄開、發、啓。弟靓、奇、觐、现、鮮、元。